# Щекавцево
Щекавцево — деревня в Ногинском районе Московской области России, входит в состав сельского поселения Мамонтовское.

## Население
| 1852 | 1859 | 1890 | 1926 | 2002 | 2006 | 2010 |
| ---- | ---- | ---- | ---- | ---- | ---- | ---- |
| 285  | ↗307 | ↘147 | ↗719 | ↘118 | ↘101 | ↘78  |

## География
Деревня Щекавцево расположена на северо-востоке Московской области, в северо-восточной части Ногинского района, примерно в 47 км к востоку от Московской кольцевой автодороги и 15 км к северу от центра города Ногинска, по правому берегу реки Дубенки бассейна Клязьмы.
В 14 км к югу от деревни проходит Горьковское шоссе М7, в 9 км к западу — Московское малое кольцо А107, в 14 км к северо-востоку — Московское большое кольцо А108. Ближайший населённый пункт — деревня Боровково.
В деревне четыре улицы — Ворошилова, Лесная, Полевая и Речная.

## История
В середине XIX века государственная деревня Щекавцево относилась к Амеревской волости 2-го стана Богородского уезда Московской губернии, в деревне было 34 двора, крестьян 134 души мужского пола и 151 душа женского.
В «Списке населённых мест» 1862 года — казённая деревня 2-го стана Богородского уезда Московской губернии по правую сторону Стромынского тракта (из Москвы в Киржач), в 12 верстах от уездного города и 36 верстах от становой квартиры, при реке Дубенке, с 32 дворами и 307 жителями (150 мужчин, 157 женщин).
По данным на 1890 год — деревня Ямкинской волости 3-го стана Богородского уезда с 147 жителями, при деревне было пять полушёлковых фабрик, имелась земская школа.
В 1913 году — 92 двора и земское училище.
По материалам Всесоюзной переписи населения 1926 года — центр Щекавцевского сельсовета Пригородной волости Богородского уезда в 18,1 км от Богородского шоссе и станции Богородск Нижегородской железной дороги, проживало 719 жителей (326 мужчин, 393 женщины), насчитывалось 143 хозяйства, из которых 128 крестьянских, имелась школа 1-й ступени.
С 1929 года — населённый пункт Московской области.
Административно-территориальная принадлежность
1929—1930 гг. — центр Щекавцевского сельсовета Богородского района.
1930—1934 гг. — центр Щекавцевского сельсовета Ногинского района.
1934—1963 гг. — деревня Боровковского сельсовета Ногинского района.
1963—1965 гг. — деревня Боровковского (до 31.08.1963) и Мамонтовского сельсоветов Орехово-Зуевского укрупнённого сельского района.
1965—1994 гг. — деревня Мамонтовского сельсовета Ногинского района.
1994—2006 гг. — деревня Мамонтовского сельского округа Ногинского района.
С 2006 года — деревня сельского поселения Мамонтовское Ногинского муниципального района.

## Известные уроженцы
- Алексей Григорьевич Крупнов (1919—1985) — участник Великой Отечественной войны, полный кавалер ордена Славы.
- Павел Семёнович Логинов-Лесняк (1891—1938) — писатель.